# كريستيان دانييل بيك
كريستيان دانييل بيك (بالألمانية: Christian Daniel Beck)‏ (و. 1757 – 1832 م) هو لغوي، وأستاذ جامعي، وباحث في تاريخ العصور الكلاسيكية، ومؤرخ ألماني، ولد في لايبزيغ، كان عضوًا في الأكاديمية البافارية للعلوم والعلوم الإنسانية، والأكاديمية الروسية للعلوم، توفي في لايبزيغ، عن عمر يناهز 75 عاماً.

## التعليم
تعلم في جامعة لايبتزغ
.